# RayJ Dennis
Raymond "RayJ" Patterson Dennis (Plainfield, 30 de março de 2001) é um jogador norte-americano de basquete profissional que atualmente joga no Indiana Pacers da National Basketball Association (NBA) e no Indiana Mad Ants da G-League.
Ele jogou basquete universitário por Boise State, Toledo e Baylor.

## Carreira no ensino médio
Dennis frequentou a Montini Catholic High School por duas temporadas. Para seu terceiro ano, ele se transferiu para a Oswego East High School e teve média de 17,2 pontos e 4,9 assistências. Em seu última temporada, ele teve médias de 23,2 pontos, 5,1 assistências, 4,9 rebotes e 2,5 roubos de bola. Dennis se comprometeu a jogar basquete universitário em Boise State, escolhendo a equipe entre 26 ofertas da Divisão I.

## Carreira universitária
Como calouro, Dennis teve médias de 4,1 pontos, 1,8 rebotes e 1,8 assistências. Ele registrou 8,6 pontos, 3,0 rebotes e 2,9 assistências, a melhor da equipe, em seu segundo ano. Dennis optou por se transferir para Toledo após a temporada. Em sua terceira temporada, ele teve médias de 12,7 pontos, 4,0 assistências e 5,6 rebotes. Em 3 de março de 2023, ele marcou um recorde na carreira de 32 pontos, junto com sete assistências, na vitória por 87-81 sobre Ball State. Em seu último ano, Dennis teve médias de 19,5 pontos, 4,3 rebotes e 5,8 assistências, levando Toledo a um recorde de 27-8 e ao título da temporada regular da Mid-American Conference (MAC). Ele foi nomeado Jogador do Ano da MAC. Após a temporada, ele se transferiu para Baylor.

## Carreira profissional

### San Diego Clippers (2024)
Após não ser selecionado no draft da NBA de 2024, Dennis se juntou ao Los Angeles Clippers para a Summer League de 2024 e, em 6 de setembro de 2024, assinou com a equipe. No entanto, em 9 de outubro, ele foi dispensado. Em 19 de outubro, ele assinou um contrato de duas vias com o Washington Wizards, mas foi dispensado dois dias depois. Em 28 de outubro, ele se juntou ao San Diego Clippers da G-League.

### Indiana Pacers / Mad Ants (2025–Presente)
Em 3 de janeiro de 2025, Dennis assinou um contrato de duas vias com o Indiana Pacers e com o Indiana Mad Ants da G-League.

## Estatísticas da carreira

### Universitário
| Ano      | Equipe      | PJ  | PT  | MPJ  | AP   | 3P   | LL   | RT  | AS  | BR  | TO | PPJ  |
| -------- | ----------- | --- | --- | ---- | ---- | ---- | ---- | --- | --- | --- | -- | ---- |
| 2019–20  | Boise State | 32  | 15  | 17.4 | .359 | .260 | .800 | 1.8 | 1.8 | .4  | .1 | 4.1  |
| 2020–21  | Boise State | 28  | 25  | 27.2 | .442 | .291 | .688 | 3.0 | 2.9 | 1.2 | .2 | 8.6  |
| 2021–22  | Toledo      | 34  | 34  | 33.7 | .503 | .321 | .716 | 5.6 | 4.0 | .8  | .1 | 12.7 |
| 2022–23  | Toledo      | 35  | 35  | 33.9 | .484 | .366 | .769 | 4.3 | 5.8 | 1.5 | .2 | 19.5 |
| 2023–24  | Baylor      | 35  | 35  | 34.3 | .479 | .328 | .731 | 3.9 | 6.7 | 1.4 | .1 | 13.6 |
| Carreira | Carreira    | 164 | 144 | 29.3 | .453 | .313 | .740 | 3.7 | 4.2 | 1.0 | .1 | 11.7 |

## Links externos
- Biografia do Boise State Broncos
- Biografia do Toledo Rockets
- Biografia do Baylor Bears